# Feng shui
Feng shui (vereenvoudigd Chinees: 风水; traditioneel Chinees: 風水; pinyin: fēng shuǐ; spreek uit als: feng sjweej / [ˌfʌŋˈʃweɪ]) is de meer dan 3000 jaar oude filosofie die leert hoe de omgeving het geluk kan beïnvloeden. Feng shui wordt als pseudowetenschap beschouwd.

## Filosofie
Feng shui betekent letterlijk 'wind en water', naar het begrafenisboek Zang Shu (葬書) dat zegt: "Qi drijft op de wind (feng) en verspreidt, maar blijft waar het water (shui) tegenkomt". Feng shui leert welke invloeden vormgeving en inrichting op het welzijn en geluk van de mens hebben, en ook hoe negatieve invloeden veranderd kunnen worden in positieve.
Feng shui gaat over de relatie tussen de mens en de leef- of werkomgeving en is gericht op harmonie tussen natuurlijke en gecreëerde vormen. Alles wat de mens maakt is in wezen niet natuurlijk, maar kan wel met die natuur in harmonie gebracht worden.
Het doel van Feng shui is om onze leef- of werkomgeving zo aan te passen dat een harmonieuze stroming van Qi gestimuleerd wordt. In de Chinese filosofie draait alles om harmonie en evenwicht tussen de tegengestelde, maar elkaar complementerende krachten yin en yang.